# Anatheta georgiae
Anatheta georgiae är en skalbaggsart som först beskrevs av Max Bernhauer och Otto Scheerpeltz 1926.  Anatheta georgiae ingår i släktet Anatheta och familjen kortvingar. Inga underarter finns listade i Catalogue of Life.